# São Félix do Coribe
São Félix do Coribe är en kommun i Brasilien.   Den ligger i delstaten Bahia, i den östra delen av landet, 500 km nordost om huvudstaden Brasília. Antalet invånare är 13 042.
Följande samhällen finns i São Félix do Coribe:
- Santa Maria da Vitória

Omgivningarna runt São Félix do Coribe är huvudsakligen savann. Runt São Félix do Coribe är det glesbefolkat, med 12 invånare per kvadratkilometer.